# Рівнинні дощові ліси Нової Британії та Нової Ірландії
Рівнинні дощові ліси Нової Британії та Нової Ірландії (ідентифікатор WWF: AA0111) — австралазійський екорегіон тропічних та субтропічних вологих широколистяних лісів, розташований на сході Папуа Нової Гвінеї.

## Географія
Екорегіон рівнинних дощових лісів Нової Британії та Нової Ірландії охоплює більшу частину архіпелагу Бісмарка — групи з близько 200 вулканічних островів в Меланезії, розташованих на схід від Нової Гвінеї, навколо Новогвінейського моря, також відомого як море Бісмарка. Він включає більшу частину Нової Британії та Нової Ірландії, за винятком високогірних районів, які розташовані на висоті понад 1000 м над рівнем моря і є частиною окремого екорегіону гірських дощових лісів Нової Британії та Нової Ірландії. Також до екорегіону входить багато менших островів, зокрема острови Умбой, Лонг та Каркар, розташовані на захід від Нової Британії, поблизу північно-західного узбережжя Нової Гвінеї, та острови Новий Ганновер, Сент-Маттіас, Табар, Ліхір, Танга і Фені, розташовані на північ і схід від Нової Ірландії. Острови Адміралтейства, розташовані на півночі архіпелагу Бісмарка, є частиною окремого екорегіону рівнинних дощових лісів островів Адміралтейства.
Найбільшим островом в архіпелазі Бісмарка є Нова Британія площею 36 520 км², яка відділена протокою Витязь від півострова Гуон на північному сході Нової Гвінеї. Нова Ірландія є другим за величиною островом в регіоні площею 7404 км². Ці витягнуті, гористі острови переважно складаються з вулканічних порід, перекритих товстим шаром вапняків, які складають 30 % поверхні Нової Британії та майже 40 % Нової Ірландії, або всю північну половину острова.
Острови Нова Британія та Нова Ірландія піднялися над поверхнею Тихого океану в пізньому міоцені, 8-10 мільйонів років тому. Вулканічна активність на островах триває: на Великій Британії є кілька активних вулканів, зокрема найбільша гора острова Улавун заввишки 2334 м. Виверження вулкана Тавурвур у 1994 році знищило місто Рабаул, столицю Східної Нової Британії.

## Клімат
В межах екорегіону домінує екваторіальний клімат (Af за класифікацією кліматів Кеппена). Гірські хребти на великих островах затримують опади, внаслідок чого середньорічна кількість опадів в регіоні коливається від 1500 до 6000 мм, залежно від місцевості.

## Флора
Рослинний покрив екорегіону представлений вологими вічнозеленими дощовими лісами, видовий склад та структура яких залежать від кількості опадів та висоти над рівнем моря. Зазвичай розподіл лісових угруповань також залежить від ґрунтів: вулканічні ґрунти значно відрізняються від вапнякових субстратів, оскільки останні краще дреновані та бідніші на поживні речовини. Однак рослинність архіпелагу Бісмарка є незвичайною, оскільки між лісами, що ростуть на двох основних субстратах, немає помітної різниці у видовому складі.
Різноманіття дерев у рівнинних дощових лісах архіпелагу Бісмарка загалом менше, ніж у дощових лісах Нової Гвінеї, а найбільше флористичне різноманіття спостерігається на висоті від 250 до 800 м над рівнем моря. Серед дерев, що переважають у лісах регіону, слід відзначити острівне лічі (Pometia pinnata), суматранський октомелес (Octomeles sumatrana), басмарцький птероцимбій (Pterocymbium micranthum), борнейський тик (Intsia bijuga), а також різні види олстоній (Alstonia spp.), кампносперм (Campnosperma spp.), канаріумів (Canarium spp.), драконтомелонів (Dracontomelon spp.), криптокарій (Cryptocarya spp.), фікусів (Ficus spp.) та терміналій (Terminalia spp.).
Рослинність архіпелагу Бісмарка особливо цікава видами, які відсутні в екорегіоні. Так, хоча у рівнинних широколистяних лісах Нової Гвінеї зустрічаються папуанські араукарії (Araucaria cunninghamii var. papuana) та араукарії Хунштайна (Araucaria hunsteinii), у лісах Нової Британії та Нової Ірландії араукарії відсутні, тоді як представники родини діптерокарпових (Dipterocarpaceae), які домінують в лісах на більшій частині Зондського архіпелагу, на архіпелазі Бісмарка є рідкісними.
Окрім рівнинних дощових лісів, на архіпелазі Бісмарка зустрічаються також прісноводні заболочені ліси та мангрові ліси. Мангрові ліси регіону характеризуються зональністю: на океанічних узбережжях поширені авіценнії (Avicennia spp.) та соннератії (Sonneratia spp.), а в гирлах річок, де потік прісної води створює менш солоне середовище, — ризофори (Rhizophora spp.) та бругієри (Bruguiera spp.). Серед дерев, поширених у прісноводних заболочених лісах архіпелагу Бісмарка, слід відзначити короткочерешкову кампносперму (Campnosperma brevipetiolatum), коричневу терміналію (Terminalia brassii), сагову пальму (Metroxylon sagu) та різні види панданів (Pandanus spp.). У вапнякових лісах, поширених у деяких прибережних та внутрішніх районах Нової Ірландії та Нової Британії, домінує новогвінейський тик (Vitex cofassus).

## Фауна
В межах екорегіону зустрічається 47 видів ссавців, більшість з яких (36 видів) — це рукокрилі, зокрема майже ендемічні адміралтейські крилани (Pteropus admiralitatum), острівні трубконосі крилани (Nyctimene major), умбойські трубконосі крилани (Nyctimene vizcaccia), голоспинні крилани Андерсена (Dobsonia anderseni), мануські трубковухи (Kerivoula myrella), великовухі мішкокрили (Emballonura dianae) та мішкокрили Сері (Emballonura serii). Серед інших ссавців, поширених на островах регіону, слід відзначити валлабі Брауна (Thylogale browni), цукрову сумчасту летягу (Petaurus breviceps), звичайного колючого бандикута (Echymipera kalubu), низинного мозаїкохвостого щура (Paramelomys platyops), чорнохвостого мозаїкохвостого щура (Melomys rufescens) та каштанову деревну мишу (Pogonomys macrourus). Ендеміками екорегіону є чорночереві крилани (Melonycteris melanops), крилани Жильяра (Pteropus gilliardorum), бісмарцькі маскові крилани (Pteropus capistratus), новоірландські маскові крилани (Pteropus ennisae), бісмарцькі голоспинні крилани (Dobsonia praedatrix), демонічні трубконосі крилани (Nyctimene masalai), велетенські бісмарцькі пацюки (Uromys neobritannicus) та новобританські водяні щури (Hydromys neobritannicus).
Орнітофауна екорегіону характеризується високим рівнем ендемізму. Ендеміками архіпелагу Бісмарка є світлочереві голуби-бронзовокрили (Henicophaps foersteri), шишколобі тілопо (Ptilinopus insolitus), строкатохвості пінони (Ducula finschii), чорні пінони (Ducula melanochroa), строкаті коукали (Centropus ateralbus), фіолетові коукали (Centropus violaceus), рожевоногі пастушки (Hypotaenidia insignis), чорні осоїди-довгохвости (Henicopernis infuscatus), сизі яструби (Tachyspiza luteoschistacea), новобританські сипухи (Tyto aurantia), новобританські сови-голконоги (Ninox odiosa), новоірландські сови-голконоги (Ninox variegata), чорноголові альціони-галатеї (Tanysiptera nigriceps), новобританські альціони (Todiramphus albonotatus), новоірландські рибалочки (Ceyx mulcatus), новобританські рибалочки (Ceyx sacerdotis), атолові рибалочки (Ceyx websteri), новобританські какаду (Cacatua ophthalmica), бісмарцькі кориліси (Loriculus tener), архіпелагові піти (Erythropitta novaehibernicae), сірі медовички (Myzomela cineracea), бісмарцькі медовички (Myzomela erythrina), новобританські медовички (Myzomela erythromelas), новогвінейські медовички (Myzomela sclateri), новобританські медівники (Philemon cockerelli), меланезійські ланграйни (Artamus insignis), мусайські оругеро (Lalage conjuncta), новоірландські дронго (Dicrurus megarhynchus), чорноволі віялохвістки (Rhipidura matthiae), білоспинні монархи (Symposiachrus menckei), чорнохвості монархи (Symposiachrus verticalis), східні міагри (Myiagra hebetior), оксамитові міагри (Myiagra eichhorni), дьяульські міагри (Myiagra cervinicolor), дугодзьобі ворони (Corvus insularis), рудощокі кущавники (Cincloramphus rubiginosus), східні квіткоїди (Dicaeum eximium), новоірландські мунії (Lonchura forbesi), сірошиї мунії (Lonchura hunsteini) та новогановерські мунії (Lonchura nigerrima). Крім того, ендеміками екорегіону є соломонські тайфунники (Pseudobulweria becki) — морські птахи, що гніздяться на невеликих гористих острівцях в архіпелазі Бісмарка.
Серед майже ендемічних представників регіону, які також зустрічаються на сусідніх островах Меланезії, слід відзначити меланезійського великонога (Megapodius eremita), жовтоногого голуба (Columba pallidiceps), двоморфну горлицю (Macropygia mackinlayi), чорнокрилого голуба-довгохвоста (Reinwardtoena browni), бузковогрудого тілопо (Ptilinopus solomonensis), острівного пінона (Ducula pistrinaria), кремовоперого пінона (Ducula subflavescens), гребінчастого пінона (Ducula rubricera), меланезійського альціона (Todiramphus tristrami), жовтоволого папужку-пігмея (Micropsitta meeki), зеленого папужку-пігмея (Micropsitta finschii), жовтоголового лоріто (Geoffroyus heteroclitus), лорі-кардинала (Pseudeos cardinalis), ебонітову медовичку (Myzomela pammelaena), архіпелагового шикачика (Edolisoma remotum), бісмарцького свистуна (Pachycephala citreogaster), меланезійського окулярника (Zosterops hypoxanthus), папуанського окулярника (Zosterops griseotinctus), атолового шпака-малюка (Aplonis feadensis), довгохвостого міно (Mino kreffti) та новобританську мунію (Lonchura melaena).

## Збереження
Значна частина лісів екорегіону була вирубана і перетворена на плантації деревини, олійної пальми, копри та какао, або значно деградувала та перетворилася на савани, особливо на Новій Британії та на більшій частині Нової Ірландії. Ліси вздовж південного узбережжя Нової Британії особливо страждають від масштабної вирубки, а на острові Муссау в групі Сент-Маттіас практично не залишилось первинних лісів. Тим не менш, близько двох третин регіону все ще вкривають дощові ліси. Основними загрозами для збереження природи регіону є подальша вирубка лісів та поширення інтродукованих видів.
Оцінка 2017 року показала, що 1026 км², або 3 % екорегіону, є заповідними територіями. Природоохоронні території включають: Національний парк Лороко, Національний парк острова Талеле, Зону управління дикою природою Покілі, Зону управління дикою природою Тавало та Зону управління дикою природою Гару.